# Председничка администрација Русије
Председничка извршна канцеларија Русије или Председничка администрација Русије (рус. Администратсииа Президента Россиискои Федератсии) је извршна канцеларија председника Русије створена указом Бориса Јељцина 19. јула 1991. године као институција која подржава делатност председника (тада Јељцина) и потпредседника (тада Александра Руцкоја, 1993. године та функција је укинута) Руске СФСР (сада Руска Федерација), као и саветодавна тела при председнику, укључујући Савет безбедности.
Шефа кабинета Председништва, његове заменике, шефове главних дирекција и служби и њихове заменике именује председник Русије и не морају да буду одобрени од било ког другог владиног органа. Остало особље именује шеф кабинета Председничке извршне канцеларије.

## Историја
Устав Русије каже да председник Русије формира председничку администрацију.
Борис Јељцин је 2. октобра 1996. године потписао указ о усвајању Правилника Председничке администрације Русије.
Владимир Путин је 25. марта 2004. указом предузео велику реорганизацију ове институције. Од седам су остала само два заменика начелника. Служба за штампу и Служба за информисање спојене су у Службу за штампу и информисање, Управа за помиловање и Управа за држављанство спојене су у Управу за заштиту уставних права грађана. Управа за кадрове и Управа за државна одликовања спојене су у Управу за кадрове и државна одликовања, Дирекција за протокол и Управа за организацију спојене су у Дирекцију за протокол и организацију. Територијална управа је укључена у Управу за унутрашњу политику. Укинута је Управа за привреду, створена Управа за државну службу.
Председничка извршна канцеларија Русије налази се у Москви, где има канцеларије у неколико зграда у Китај-городу и унутар Кремља.